# Émeutes du Congrès des Partisans
 (mai 2023).
Les émeutes du Congrès des Partisans sont une flambée de violences antisémites contre les Juifs de Bratislava (en) et dans d'autres villes et villages dans la région slovaque autonome de Tchécoslovaquie entre le 1er et le 6 août 1946. Dix-neuf personnes sont blessées, dont quatre grièvement, dans la seule ville de Bratislava.
En mai 1945, après la fin de la Seconde Guerre mondiale en Europe, les anciens résistants slovaques (en) sont souvent nommés administrateurs des sociétés qui avaient été « aryanisées », ou confisquées, aux Juifs par le régime de république slovaque, alors État client des puissances de l'Axe ; cette situation engendre des conflits quand des Juifs cherchent à recouvrer leurs biens. Ces conflits éclatent à plusieurs reprises et dégénèrent en flambées de violences contre les Juifs. Les frictions entre les Slovaques juifs et non juifs s'aggravent en mai 1946 avec le vote d'une loi impopulaire qui ordonne la restitution des biens et entreprises « aryanisés » à leurs propriétaires d'origine. Après cette législation, des prospectus antisémites et des agressions contre des juifs se multiplient à l'initiative d'anciens partisans.
Les émeutes commencent le 1er août 1946 avec le cambriolage de l'appartement de František Hoffmann. Un congrès national d'anciens résistants slovaque se tient à Bratislava du 2 au 4 août 1946 et de nombreux émeutiers sont reconnus : ils font partie des anciens résistants. Les émeutes se poursuivent jusqu'au 6 août. Malgré les tentatives de la police tchécoslovaque pour ramener l'ordre, dix appartements sont cambriolés, dix-neuf personnes sont blessées (dont quatre grièvement) et la cuisine de la communauté juive est livrée au pillage. D'autres attaques et émeutes sont recensées dans plusieurs villes et villages slovaques, comme à Nové Zámky et Žilina. La presse de l'époque minimise l'implication des partisans et avance plutôt la version que les émeutes étaient orchestrées par des « éléments réactionnaires », des Hongrois ou d'anciens membres de la garde Hlinka. Le gouvernement réagit par une répression sur l'incitation à l'antisémitisme et suspend la restitution des biens aux Juifs.